# Gay & Lesbian Switchboard
Gay & Lesbian Switchboard ('Homo/Lesbisch Schakelpunt') is opgezet naar Engels-Amerikaanse voorbeeld. Switchboard is het landelijke informatie- en adviespunt voor iedereen met vragen over homoseksualiteit, biseksualiteit en transgenderleefstijl en is sinds 1986 actief in Nederland. Switchboard biedt een luisterend oor, geeft informatie en advies op maat en verwijst door naar gespecialiseerde hulpverleners of organisaties. 
Zorgvuldig getrainde vrijwilligers beantwoorden vragen over onder meer coming out, soa, leuke, lekkere en gezonde seks, kinderwens, sporten, vakantie en uitgaan. Switchboard beschikt over een website met het grootste en meest actuele homo/lesbisch-informatiebestand van Nederland. Een landelijke activiteitenagenda en een uitgebreid organisatie-overzicht met links zijn op de website te vinden. 
Switchboard heeft na het faillissement van de  Schorerstichting in maart 2012 onderdak gevonden bij COC Nederland. Sinds april 2012 kon hierdoor de dienstverlening weer worden voortgezet.
Gay & Lesbian Switchboard Nederland vierde in 2011 haar 25-jarig bestaan. 